# میسیسیپین
| پرمین                                                       | سیسورالین  | آسلین     | → پس از آن  |
| کربنیفر                                                     | پنسیلوانین | گژلین     | ۲۹۸٫۹–۳۰۳٫۷ |
| کربنیفر                                                     | پنسیلوانین | کازیمووین | ۳۰۳٫۷–۳۰۷٫۰ |
| کربنیفر                                                     | پنسیلوانین | مسکوین    | ۳۰۷٫۰–۳۱۵٫۲ |
| کربنیفر                                                     | پنسیلوانین | باشکیرین  | ۳۱۵٫۲–۳۲۳٫۲ |
| کربنیفر                                                     | میسیسیپین  | سرپوخووین | ۳۲۳٫۲–۳۳۰٫۹ |
| کربنیفر                                                     | میسیسیپین  | ویزین     | ۳۳۰٫۹–۳۴۶٫۷ |
| کربنیفر                                                     | میسیسیپین  | تورنزین   | ۳۴۶٫۷–۳۵۸٫۹ |
| دوونین                                                      | پسین       | فامنین    | → پیش از آن |
| بخش‌بندی‌های دوره کربنیفر بر پایه کمیسیون بین‌المللی چینه‌شناسی |            |           |             |

میسیسیپین (انگلیسی: Mississippian) یک زیردوره (subperiod) در مقیاس زمانی زمین‌شناسی یا یک زیرسامانه (subsystem) از گاهنگاری چینه‌شناسی است که در نیمه اول دوره کربنیفر قرار دارد و حدود ۳۵۸٫۹ تا ۳۲۳٫۲ میلیون سال پیش طول کشید. نام آن برگرفته از سنگ‌های این دوره است که در درهٔ رود میسیسیپی کشف شدند.
میسیسیپین خود به طور رسمی به سه بخش تقسیم می‌شود: 
- تورنزین (۳۵۸،۹ تا ۳۴۶،۷ م.س.پ)
- ویزین (۳۴۶،۷ تا ۳۳۰،۹ م.س.پ)
- سرپوکووین (۳۳۰،۹ تا ۳۲۳،۲ م.س.پ)